# Jean-Antoine Verdier

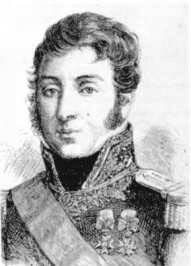
Jean-Antoine Verdier

Jean-Antoine Verdier (* 2. Mai 1767 in Toulouse; † 30. Mai 1839 Mâcon) war ein französischer Général de division.

## Leben
Am 18. Februar 1785 meldete sich Verdier freiwillig zur Armee und machte sehr schnell Karriere; bereits 1792 wurde er zum Aide-de-camp von Marschall Charles Pierre François Augereau eingeteilt.
Im darauffolgenden Jahr kämpfte Verdier vor Figueres (→Castell de Sant Ferran). Nur kurz in Frankreich zurück, nahm er an Napoleons Italienfeldzug teil. Er konnte sich bei der Einnahme von Fort Medolano auszeichnen und kämpfte bei Castiglione (5. August 1796), bei Arcole (15./17. November 1796) und bei Rivoli (14./15. Januar 1797).
Nach weiteren Beförderungen nahm Verdier mit einem eigenen Kommando unter Befehl von Jean-Baptiste Kléber an der ägyptischen Expedition teil. Er kämpfte bei den Pyramiden (21. Juli 1798) und nahm an der Belagerung von Akkon (März/Mai 1799) teil. Obwohl er bei den Pyramiden schwer verwundet worden war, leitete er die Verteidigung von Damiette (1. November 1799). Dabei stellte er sich mit 1000 Soldaten gegen die Landung von ca. 8000 Janitscharen. Er schlug sich tapfer und erhielt neben einer weiteren Beförderung auf Wunsch Napoleons durch Kléber Ehrenwaffen.
Verdier kehrte nach Frankreich zurück und ging unter Befehl von Marschall Joachim Murat in die Cisalpinische Republik. 1805 kämpfte er unter André Masséna in der Schlacht von Caldiero an der Etsch und wurde wiederum verwundet. Nach seiner Genesung ernannte ihn Napoleon zum Militärgouverneur von Livorno.
Als Joseph Bonaparte zum König von Neapel ernannt worden war, ging Verdier unter Befehl von General Jean-Louis-Ebenezer Reynier mit nach Neapel. Nach weiteren Beförderungen kehrte er 1807 nach Frankreich zurück und kam zur Grande Armée. Unter Jean Lannes führte er ein eigenes Kommando und kämpfte bei Heilsberg (10. Juni 1807) und Friedland (14. Juni 1807).
Im darauffolgenden Jahr wurde Verdier nach Spanien versetzt um die dortigen Truppen zu verstärken (→Napoleonische Kriege auf der Iberischen Halbinsel). Zusammen mit General Jean-Baptiste Bessières kämpfte er im Sommer 1808 vor Longroño und bei Medina del Rio Seco. Am 25. Juni 1808 bekam General Verdier das Kommando über die vor Saragossa versammelten französischen Belagerungsarmee, welche die Beschießung am 1. Juli einleitete. Im März 1809 übernahm die Division des General Reille und begann ab Mai unter dem Oberbefehl des Marschalls Gouvion St.-Cyr die siebenmonatige Belagerung von Gerona. Bis Mitte August konnte er im Kampf mit den Spaniern unter General Alvarez de Castro das Fort Montjuich nehmen und Anfang Dezember die Übergabe der Stadt erzwingen.
Nach einer weiteren Beförderung kam er in den Stab von Nicolas Jean-de-Dieu Soult und wurde zum Militärgouverneur von Bilbao bestimmt. Im April 1810 wurde Verdier abberufen und konnte wieder nach Frankreich zurückkehren.
Unter Marschall Charles Nicolas Oudinot nahm Verdier 1812 an Napoleons Russlandfeldzug teil und kämpfte bei Kljastizy (28./29. Juli 1812), Polozk (17./18. August 1812) und Borodino (7. September 1812). In der zweiten Schlacht von Polozk (18./20. Oktober 1812) wurde er sehr schwer verwundet. Durch seinen Rücktransport nach Frankreich blieb Verdier der Rückzug der Grande Armée und das Fiasko an der Beresina (26./28. November 1812) erspart.
Ab Mai 1813 konnte Verdier wieder militärische Aufgaben übernehmen. Zusammen mit den Generälen Pierre Guillaume Gratien und Marie-François Royer kämpfte er unter Führung von Eugène de Beauharnais in Italien. Vor Ala (November 1813) wurde Verdier verwundet, übernahm aber Anfang 1814 das Kommando über Philibert Fressinet, Giuseppe Federico Palombini und François Jean-Baptiste de Quesnel. Er kämpfte am 8. Februar 1814 in der Schlacht am Mincio bei Borghetto und konnte im Juni desselben Jahres nach Frankreich zurückkehren.
An der Schlacht bei Paris (30. März 1814) nahm Verdier nicht mehr teil. Parallel zur Abdankung Napoleons (→Vertrag von Fontainebleau) legte er nahezu alle militärischen Ämter nieder. Aber als Napoleon die Insel Elba verlassen hatte und dessen „Herrschaft der Hundert Tage“ begannen, übernahm Verdier im Stab von Marschall Guillaume-Marie-Anne Brune wieder verschiedene Aufgaben und wurde zum Pair ernannt.
Er nahm an der Schlacht bei Waterloo (18. Juni 1815) teil und bewahrte durch seine Umsicht Toulon vor der Plünderung. Bald nach dem zweiten Pariser Frieden (20. November 1815) zog sich Verdier ins Privatleben zurück. König Ludwig XVIII. stand er während und auch nach der Restauration für kein Amt mehr zur Verfügung.

## Ehrungen
- 1799 Ehrenwaffen
- Ordre royal et militaire de Saint-Louis
- Commandeur der Ehrenlegion
- 1808 Comte de l’Émpire
- 1808 Ordre de la couronne fer
- 17. Januar 1815 Großkreuz der Ehrenlegion
- Sein Name findet sich am südlichen Pfeiler (25. Spalte) des Triumphbogens am Place Charles-de-Gaulle (Paris)